# Груйшор
Груйшор (рум. Gruișor) — село у повіті Муреш в Румунії. Входить до складу комуни Акецарі.
Село розташоване на відстані 252 км на північний захід від Бухареста, 11 км на південь від Тиргу-Муреша, 85 км на південний схід від Клуж-Напоки, 117 км на північний захід від Брашова.

## Населення
За даними перепису населення 2002 року у селі проживали 346 осіб.
Національний склад населення села:
| Національність | Кількість осіб | Відсоток |
| -------------- | -------------- | -------- |
| угорці         | 305            | 88,2%    |
| цигани         | 26             | 7,5%     |
| румуни         | 15             | 4,3%     |

Рідною мовою назвали:
| Мова      | Кількість осіб | Відсоток |
| --------- | -------------- | -------- |
| угорська  | 306            | 88,4%    |
| циганська | 26             | 7,5%     |
| румунська | 14             | 4,0%     |